# Luis Ernesto Olascoaga
Luis Ernesto Olascoaga Reyes (Ciudad de México, México 22 de agosto de 1991) es un futbolista mexicano que juega defensa o mediocampista que actualmente no tiene un club definido.

## Trayectoria
Surgió en las fuerzas básicas del Club América donde estuvo desde que tenía 14 años de edad hasta qué para el Apertura 2009 fue registrado en el primer equipo donde no llegó a jugar hasta qué debutó profesionalmente fue hasta el siguiente torneo el Bicentenario 2010 el 7 de marzo de 2010 en el partido América 6-0 Querétaro tras estar tres torneos con el club sólo disputó 3 partidos ya que varias temporadas las pasó jugando en el equipo sub-20 hasta qué para el Apertura 2012 fue cedido al Club Necaxa que milita en la Liga de Ascenso dondeestuvo en varios partidos.
Permaneció con los rayos hasta el Clausura 2013 ya que fue comprado por el Club Zacatepec.
En la actualidad fue contratado por el Lobos de la BUAP para el Apertura 2014.
Actualmente se encuentra Sin equipo 

## Clubes
- Club América      ( México) (2009-2012)
- Club Necaxa       ( México) (2012-2013)
- Club Zacatepec    ( México) (2013-2014)
- Lobos de la BUAP  ( México) (2014-2019)
- Loros de Colima  ( México) (2019-2020)
- Club Atlético Zacatepec ( México) (2020)
- Club Deportivo Oro La Piedad ( México) (2022- act.)

## Palmarés

### Títulos nacionales
| Título             | Club       | País   | Año  |
| ------------------ | ---------- | ------ | ---- |
| Ascenso MX         | Lobos BUAP | México | 2017 |
| Campeón de Ascenso | Lobos BUAP | México | 2017 |